# آتول آگنیهوتری
آتول آگنیهوتری (به انگلیسی: Atul Agnihotri) (زاده ۸ ژوئیهٔ ۱۹۷۰) بازیگر هندی است.
از فیلم‌هایی که وی در آن نقش داشته است می‌توان به مرگ با شجاعت اشاره کرد.

## فیلم‌شناسی
فهرست برخی از فیلم‌هایی که آتول آگنیهوتری در آنها به ایفای نقش پرداخته است:
- مرگ با شجاعت
- دشمن بزرگ
- آتش
- عشق به بمبئی
- به عشق تو قسم می‌خورم
- عاشق شدی
- انقلابی شجاع
- قول می‌دهم
- آقا